# Mắm cá lóc

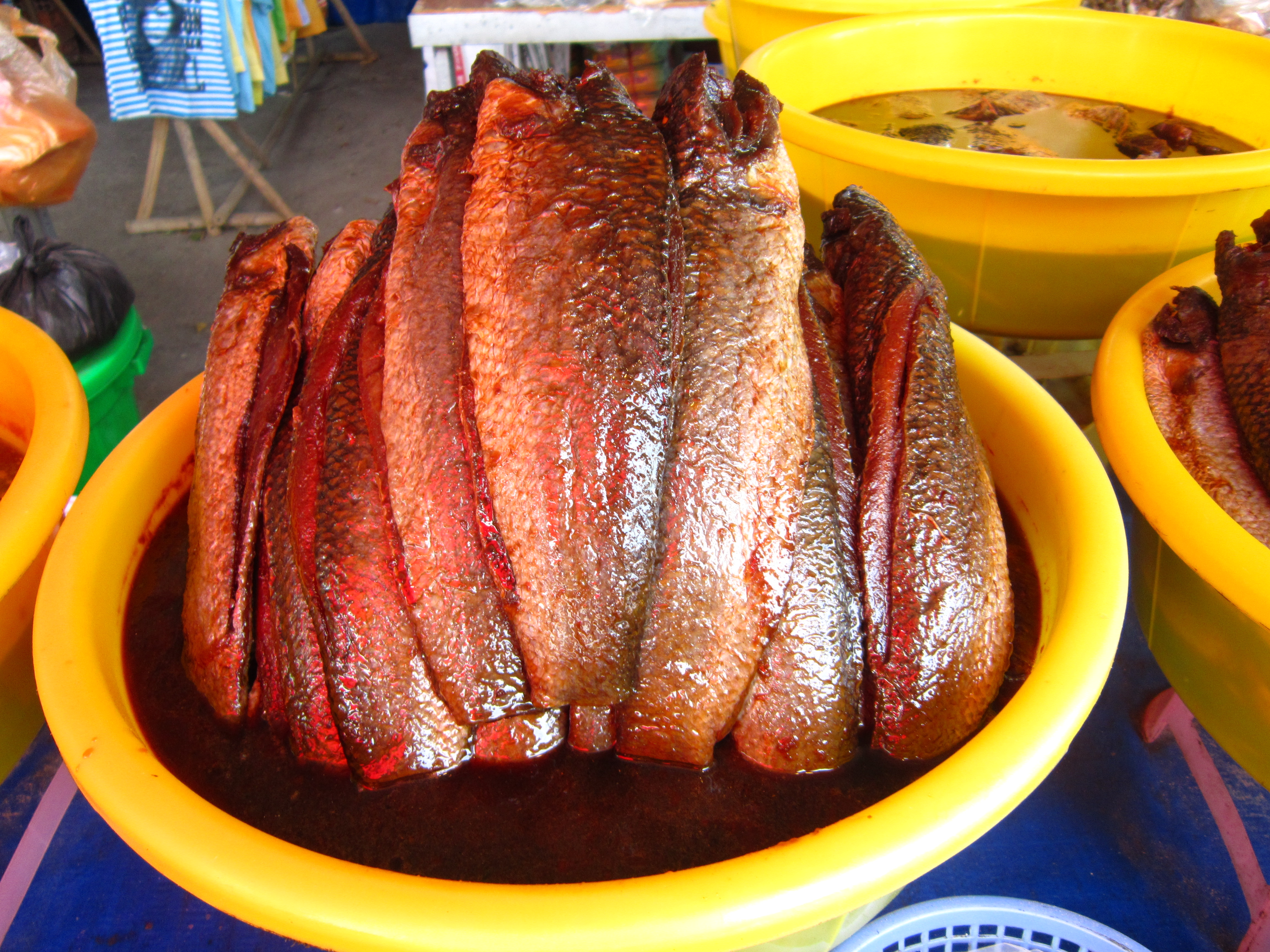
Mắm cá lóc ở Châu Đốc

Mắm cá lóc là tên một loại mắm làm từ nguyên liệu chính là cá lóc (còn gọi là cá quả), có xuất xứ từ miền Tây Nam Bộ (Việt Nam). Mắm Cá Lóc có xuất xứ từ vùng quê sông nước tại Việt Nam. Món ăn mà hầu hết mọi gia đình tại đây đều có thể đem lên mâm cơm trong gia đình của mình.

## Cách chế biến
Tùy theo "bí quyết" của mỗi người, mà mắm cá lóc sẽ có hương vị hơi khác nhau. Ở đây giới thiệu cách chế biến theo website "Món ngon Việt Nam":

### Nguyên liệu
- Cá lóc: 700g
- Gạo: 50g
- Đường tán: 100g
- 200g muối, 1 củ tỏi
- Hũ để ướp mắm

### Cách làm
Cá lóc làm sạch vảy, ruột, mang cá. Cho muối vào chà mạnh tay cho sạch nhớt, xả lại nước, dùng khăn sạch thấm cho cá khô nước. Cho cá vào thố lớn, phủ ½ muối vào bụng và đều lên thân cá. Dùng cây hoặc vật nặng ép cho cá được chặt. Ủ khoảng 1 tuần thì lấy cá ra, vuốt lên lớp muối cũ, đổ nước ngâm, rửa sạch hũ. Tỏi lột vỏ lụa, đập giập. Gạo rang vàng, giã mịn thành thính. Trộn đều tỏi, thính, ½ muối còn lại với nhau. Cho cá trở lại hũ, phủ đều thính lên cá, đậy kín nắp, ép chặt, mang đi ủ thêm khoảng 1 tháng nữa cho cá chín. Cho đường vào nồi cùng với một ít nước, nấu cho đường tan ra màu, đảo cho hơi sệt lại. Phết hỗn hợp nước đường vào bụng mắm, lưng mắm cho đều. Chao xong cho vào mái dầm hoặc hũ, ép chặt, đậy kín nắp, thi thoảng trở mắm cho đều.
Khoảng 1 tháng sau khi mắm lóc chuyển qua màu đỏ sẫm, thơm mùi đường và hơi chua là có thể lấy ra dùng được.

### Mẹo lưu trữ
Khi chuẩn bị khâu ướp muối và vào thính, người làm mắm thường để mắm trong bóng râm, nơi thoáng mát. Nhưng khi cho đường vào thì thường phải phơi dưới nắng lớn. Công đoạn quan trọng nhất trong việc ủ mắm là canh lượng đường và muối cho phù hợp. Từ lúc bắt đầu đến lúc hoàn tất phải có đủ 3 giai đoạn chính: làm mắm sồi (ủ muối), thính mắm (cho thính vào) và chao mắm 